# Parvoscincus leucospilos
Parvoscincus leucospilos — вид сцинкоподібних ящірок родини сцинкових (Scincidae). Ендемік Філіппін.

## Поширення і екологія
Parvoscincus leucospilos мешкають в горах Сьєрра-Мадре на сході острова Лусон, зокрема на горі Банахао. Вони живуть у вологих тропічних лісах, поблизу водойм. Зустрічаються на висоті від 300 до 1200 м над рівнем моря.